# NK Čelik Zenica
NK Čelik je nogometni klub iz Zenice, BiH.
Jedan je od najuspješnijih bosanskohercegovačkih klubova. U bivšoj Jugoslaviji je 17 godina igrao u 1. ligi. Čelik je u sezoni 2019./20., na inicijativu skupštine kluba, istupio iz Prve lige Federacije BiH u Županijsku ligu Zeničko-dobojske županije, četvrtom po rangu natjecanju u BiH, zbog teške financijske situacije.

## Povijest

### Početci
Dva mjeseca nakon partizanskog zauzimanja Zenice, na inicijativu grupe veterana i entuzijasta osnovan je Nogometni klub Čelik. Kao osnivači kluba spominju se: Ilija Marković, Slavko Trbojević, Jure Primorac, Zdenko Mazanek, Rašo Bačevina, Mehmed Haramandić i Milivoje Ćelić.
Nakon osnivanja klub se ubrzo uključuje u sustav natjecanja i počinje nastupati u Republičkoj ligi. Pored Čelika tu su još FK Velež, FK Borac, NK Jedinstvo, FK Proleter, FK Sloboda Tuzla, NK Bratstvo, FK Udarnik i FK Sloboda Sarajevo. U sezoni 1946./47. Čelik u jakoj konkurenciji osvaja četvrto mjesto. Nakon toga dolazi do reorganizacije natjecanja. Čelik se našao u Drugoj skupini Sarajevske podsavezne lige gdje je osvojio prvo mjesto.
Do 1953. Čelik nije zabilježio neke veće uspjehe. Vrši se reorganizacija kluba i stvara se jači klub s većim pretenzijama. Tada NK Čelik mijenja ime u FK Zenica. U sezoni 1953./54. FK Zenica trijumfira u Republičkoj ligi i ulazi u kvalifikacije za ulazak u Drugu saveznu ligu. Protivnik je bila FK Šumadija iz Aranđelovca. Prvu utakmicu Zenica je dobila 4:0, a drugu izgubila 2:0. Tako se FK Zenica plasirala u Drugu saveznu ligu. Iako je sudjelovala prvi put, FK Zenica u jakoj konkurenciji osvajila je prvo mjesto. Nakon toga dolazi do ponovne reorganizacije natjecanja. Druga savezna liga je podijeljena na zone. Zenica se natječe u zoni A, gdje osvaja prvo mjesto i stječe pravo sudjelovanja u kvalifikacijama za Prvu saveznu ligu. Protivnik joj je bila ekipa FK Lovćena s Cetinja. Na Cetinju je ekipa Zenice izgubila 2:1, dok je u Zenici susret završio rezultatom 0:0. Zenica se nije uspjela plasirati u Prvu ligu. Bilo je to u sezoni 1955./56. Zenica nastavlja igrati u Zonskoj ligi. U sezoni 1956./57. osvaja drugo mjesto, ali u sezoni 1957./58. gubi odlučujuću utakmicu protiv FK Rudara u Kaknju s 1:0 i ne ulazi u Drugu saveznu ligu.
Narednih godina ekipu Zenice zahvatila je velika kriza. Nakon dugih pregovora, 1959. godine, dolazi do ujedinjenja FK Zenica i mjesnog rivala FK Željezničara. Novi klub dobiva ime Radnički. Medutim, fuzija ne daje željene rezultate i u sezoni 1959./60. FK Radnički mijenja ime u FK Čelik. Dolaze bolji dani za klub, koji uvjerljivo osvaja prvo mjesto u Zonskoj ligi i ulazi u kvalifikacije za Drugu saveznu ligu. U finalu Čelik igra 2 utakmice protiv ekipe NK Borova. U prvoj utakmici na stadionu Blatuša bilo je 2:1 za Čelik, dok je u drugoj u Borovu bilo 0:0. Čelik je postao drugoligaš i ubrzo je zakucao na vrata Prve savezne lige. Čelik se natjecao u Drugoj ligi – Zapad. U sezoni 1963./64. ekipa Čelika u Zagrebu gubi odlučujuću utakmicu za ulazak u Prvu saveznu ligu. NK Lokomotiva je pobijedila rezultatom 2:1.

### Ulazak u Prvu saveznu ligu i sudjelovanje u Srednjoeuropskom kupu
U sezoni 1966./67. Čelik se bori s tuzlanskom Slobodom za osvajanje prvog mjesta i ulazak u Prvu ligu. Utakmicu odluke Čelik igra u Borovu protiv istoimene ekipe. Rezultat je bio 0:1 u korist Čelika, što je bilo dovoljno za ulazak u Prvu ligu. U Prvoj ligi Čelik ostaje samo jednu sezonu, da bi se ponovo vratio u Drugu ligu 1968./69. Čelik je u drugoligaškom društvu opet najbolji i uspijeva izboriti status prvoligaša. Narednih 10 godina Čelik ostaje u Prvoj ligi. Bilo je to zlatno doba u Čelikovoj povijesti. Tadašnji uspjesi kluba zadivili su domaću športsku javnost. Čelik 1971. godine po prvi put sudjeluje u Srednjoeuropskom kupu i odmah ga osvaja. U prvom kolu Čelik je pobijedio talijansku Cataniju. Na stadionu u Blatuši bilo je 3:0, dok je u gostima Čelik izgubio 1:0. Nakon toga Čelik je pobijedio i mađarski Diósgyőr (0:1, 4:1), te u poluzavršnici MTK (1:0, 1:1). U finalu ekipu Čelika čekala je Austria iz Salzburga na neutralnom terenu u talijanskoj Gorizi. Rezultat je bio 3:1. Tako je Čelik po prvi put osvojio Srednjoeuropski kup. 
Godine 1972. u istom kupu Čelik je savladao Spartu iz Praga i budimpeštanski Honved. U završnici se sastaje s Fiorentinom 23. kolovoza 1972. Čelik je odigrao 0:0 u Italiji, a 4. listopada na novom stadionu objeđuje Fiorentinu rezultatom 1:0 i tako po drugi put osvaja Srednjoeuropski kup. Godine 1973. Čelik ponovno nastupa u Srednjoeuropskom kupu, ali ovaj put gubi u završnici. Replika pehara kojeg je Čelik osvojio u Srednjoeuropskom kupu i danas se nalazi na Bilinom polju. 
U sezoni 1974./75. Čelikovi omladinci osvajaju kup Jugoslavije pobijedivši Hajduk rezultatom 2:0. Bila je to još jedna afirmacija kluba jer je nekoliko igrača Čelika zaigralo u reprezentativnom dresu. 
Tih godina Čelik sudjeluje u novom europskom natjecanju koje je nazvano Rapan Cup ili Intertoto kup. U prvom kolu Čelik je pobijedio švedski Elsburg. Na Bilinom Polju bilo je 2:0 za Čelik, dok je u Švedskoj bilo neriješeno 1:1. Sljedeći protivnik Čelika bio je portugalski Setubal. U Portugalu su poraženi rezultatom 1:0 za Setubal, a na Bilinom Polju bilo je 2:0 za Čelik. Čelik je osvojio prvo mjesto u skupini i u svoju vitrinu je dodao još jedan europski trofej. Sve do sezone 1978./79. Čelik je igrao u Prvoj ligi. U ovoj sezoni Čelik u zadnjoj utakmici s OFK Beogradom na Bilinom polju nije uspio sačuvati prvoligaški status. Rezultat je bio 1:1. Nakon godine dana igranja u Drugoj ligi, Čelik se u sezoni 1980./81. vraća u društvo najboljih. Tu ostaje samo jednu sezonu i opet ispada u Drugu ligu.

### Osamdesete
U sezoni 1981./82. Čelik u Vinkovcima igra odlučujuću utakmicu za ulazak u društvo najboljih. Međutim, vinkovački Dinamo je bio bolji i pobijedio je rezultatom 5:0. Sljedeće sezone Čelik uspijeva ponovo ući u Prvu saveznu ligu. Tu je opet proveo samo jednu sezonu. U sezoni 1984./85. Čelik u utakmici sa Solinom osigurava ponovni ulazak u društvo najboljih. 
U sezoni 1985./86. Čelik je u posljednjem kolu uspio sačuvati prvoligaški status nakon dvije utakmice s Rijekom, jer je zadnje kolo bilo poništeno zbog namještanja rezultata. Sezonu završava na 16. mjestu. 
U sezoni 1987./88. dolazi do afere oko namještanja rezultata u utakmicama Prve savezne lige. Tako je Čelik, nakon što je u Prištini gubio 2:0 u posljednje 2 minute dao 3 gola i pobjedom osigurao prvoligaški status. Ova je utakmica vrlo dobro poznata široj športskoj javnosti po aferi namještanja utakmica. 
Čelik i narednu sezonu igra u Prvoj ligi (s kaznenih -6 bodova), da bi nakon toga zbog krize u klubu pao u niži rang natjecanja. 

### NK Čelik poslije rata
Uskoro je u Bosni i Hercegovini započeo rat. Mnogi igrači napustili su klub. 1994. počinju prva natjecanja i NK Čelik se uključuje u natjecanje koje organizira NS BiH.
Prva sezona igrala se 1994. i 1995. godine, koju je Čelik osvojio bez poteškoća. Također je osvojio i kup iste sezone, a sljedeću sezonu je ponovio osvajajući kup i prvenstvo. Godinu dana poslije Čelik ponovno osvaja prvenstvo i postaje prvi trostruki prvak Lige NS BiH.
Nakon ovoga dolazi do serije "neuspjeha" jer se Čelik na tablici često držao od 2. pa do 9. mjesta. Čelik je i dalje ostao jedan od najjačih klubiva u BiH, a 2001. godine nastupao je i u Intertoto kupu, pobijedivši momčad Denizlispora i KAA Genta. 
Na kraju sezone 2007./08. Čelik je osvojio 3. mjesto u Premijer ligi Bosne i Hercegovine i time stekao pravo nastupa u posljednjem izdanju Intertoto kupa. Za protivnika je dobio crnogorski klub Grbalj, od kojeg je poražen, zbog čega je Čelik ispao iz daljnjeg natjecanja. U prvoj utakmici u Zenici bilo je 3:2 za Čelik, dok je u uzvratu u Nikšiću bilo 2:1 za Grbalj.

## Stadion
NK Čelik svoje domaće utakmice od 1972. igra na stadionu Bilino polje. Prije preseljenja, klub je svoje domaće utakmice igrao na stadionu Blatuša.

## Uspjesi
- Prva liga NS BiH: 1994./95., 1995./96., 1996./97.
- Druga savezna liga Jugoslavije – Zapad: 1965./66., 1978./79., 1982./83., 1984./85.
- Druga liga FBiH – Centar: 2022./23.
- Kup BiH: 1994./95., 1995./96.
- Srednjoeuropski kup (Mitropa kup): 1970./71., 1971./72.
- Intertoto kup: 1975.

## Vanjske poveznice
- Službene stranice (boš.)